# Karl Jacob Gummerus

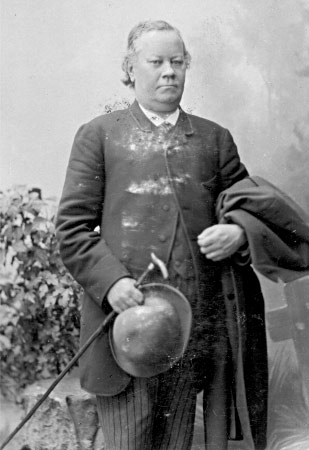
Karl Jacob Gummerus.

Karl Jacob Gummerus, född 13 april 1840 i Gamlakarleby, död 20 november 1898 i Helsingfors, var en finländsk författare. 
Gummerus blev student 1861, filosofie magister 1869 och lektor vid finska lyceet i Jyväskylä 1875. Han publicerade flera romaner och noveller på finska språket, till exempel Ylhäiset ja alhaiset (Höga och låga, 1870). De av honom utgivna populära tidningarna "Kylärkirjasto" (Bybibliotek) och "Kyläkirjaston kuvalehti" (Illustrerat bybibliotek) vann stor spridning.